# Tipula tersa
Tipula tersa är en tvåvingeart som beskrevs av Alexander 1928. Tipula tersa ingår i släktet Tipula och familjen storharkrankar. Inga underarter finns listade i Catalogue of Life.